# Llista de segles
Aquesta pàgina mostra els segles.

## Segles aC

### Quart mil·lenni aC
- Segle XL aC
- Segle XXXIX aC
- Segle XXXVIII aC
- Segle XXXVII aC
- Segle XXXVI aC
- Segle XXXV aC
- Segle XXXIV aC
- Segle XXXIII aC
- Segle XXXII aC
- Segle XXXI aC

### Tercer mil·lenni aC
- Segle XXX aC
- Segle XXIX aC
- Segle XXVIII aC
- Segle XXVII aC
- Segle XXVI aC
- Segle XXV aC
- Segle XXIV aC
- Segle XXIII aC
- Segle XXII aC
- Segle XXI aC

### Segon mil·lenni aC
- Segle XX aC
- Segle XIX aC
- Segle XVIII aC
- Segle xvii aC
- Segle XVI aC
- Segle XV aC
- Segle XIV aC
- Segle XIII aC
- Segle XII aC
- Segle XI aC

### Primer mil·lenni aC
- Segle X aC
- Segle IX aC
- Segle VIII aC
- Segle VII aC
- Segle VI aC
- Segle V aC
- Segle IV aC
- Segle III aC
- Segle II aC
- Segle I aC

## Segles dC

### Primer mil·lenni
- Segle I
- Segle II
- Segle III
- Segle IV
- Segle V
- Segle VI
- Segle VII
- Segle VIII
- Segle IX
- Segle X

### Segon mil·lenni
- Segle XI
- Segle XII
- Segle XIII
- Segle XIV
- Segle XV
- Segle XVI
- Segle XVII
- Segle XVIII
- Segle XIX
- Segle XX

### Tercer mil·lenni
- Segle XXI
- Segle XXII